# Josh Ryan Evans
Josh Ryan Evans, właśc. Joshua Ryan Evans (ur. 10 stycznia 1982 w Hayward, zm. 5 sierpnia 2002 w San Diego) – amerykański aktor.

## Filmografia[2]
- Ally McBeal jako Oren Koolie (1998)
- Geniusze w pieluchach (1999)
- Mroczne dziedzictwo (1999)
- Passions jako Timmy (1999–2002)
- P.T. Barnum jako Tom Thumb (1999)
- Siódme niebo jako Adam (1999)
- Grinch: Świąt nie będzie jako młody Grinch (2000)

## Nagrody i nominacje[2]
- Hollywood Reporter Young Star Award w kategorii Best Young Actor in a Daytime Television Series (2000)
- Soap Opera Digest Award w kategorii Favorite Scene Stealer (2000)
- YoungStar Award w kategorii Young Actor in a Daytime TV Series (2000)
- nominacja do Nagrody Emmy w kategorii Outstanding Younger Actor (2001)
- Soap Opera Digest Award w kategorii Outstanding Male Scene Stealer (2001)
- Vision Award (2001)

## Życie prywatne
Syn Chucka i Cheryl (rodzice się rozwiedli), miał dwóch braci: Timothy'ego (1971–1980) i Jamesa (ur. 1972). Chorował na achondroplazję.